# NGC 311
NGC 311 (другие обозначения — UGC 592, MCG 5-3-28, ZWG 501.49, PGC 3434) — линзообразная галактика (S0) в созвездии Рыбы. Галактика открыта 18 сентября 1828 года Джоном Гершелем. Расстояние до NGC 311 от Млечного Пути оценивается в 74 мегапарсека. Галактика входит в группу галактик NGC 315.
Этот объект входит в число перечисленных в оригинальной редакции «Нового общего каталога».